# Estelle Lefébure
Estelle Lefébure, znana też jako Estelle Hallyday (ur. 11 maja 1966 roku we Francji) – francuska modelka i aktorka.

## Kariera
Została modelką przez przypadek w 1982 roku. W czasie spaceru na paryskim bulwarze, natknął się na wówczas 16-letnią Estelle poszukiwacz talentów z agencji Karin. W ciągu kilku dni Estelle podpisała kontrakt. Po pierwszych udanych sukcesach w Paryżu agencja wysłała ją do Londynu i Barcelony. Wkrótce twarz Estelle zaczęła ozdabiać okładki prestiżowych magazynów mody, jak chociażby: Elle, „Vogue” oraz Glamour. Zapraszano ją do udziału w wielu kampaniach reklamowych, do największych można zaliczyć zlecenia od: Christiana Diora, Vichy, L’Oréal oraz Thierrego Muglera. Wielokrotnie była główną modelką na pokazach mody: Chanel, Jeana-Paula Gaultiera oraz Christiana Diora. Obowiązki modelki nie przeszkodziły jej zostać prezenterką telewizyjną. W latach 90. we francuskiej telewizji Canal+ prowadziła program poświęcony modzie i podróżom. Poza karierą w modelingu i telewizji Estelle próbuje również swoich sił jako aktorka filmowa.